# Farenstedgaard
Farenstedgaard (på tysk Gut Fahrenstedt) er et tidligere adeligt gods, der går tilbage til begyndelsen af det 16. århundrede, da Clement Eriksen, der i 65 år var herredsfoged i Strukstrup Herred og 1507 boede i Farensted, fik frihed for en del bondejord til belønning for at understøtte Frederik I, da denne blev valgt til konge, mod Christian IIs tilhængere. Efter hans søn Ditlev Clementsen, der også var herredsfoged, foretog dennes sønner en deling, idet Erik Clementsen, der også var herredsfoged, fik stamgården til en værdi af 10 mark guld, mens broderen Asmus fik de sydlige jorder til en værdi af 6 mark guld, hvor han opførte en gård.
Efter Erik Clementsen overtog Bendir Kamphovener, der giftede sig med enken og købte godset af sine stedbørn. Den fraskilte gård var 1577 ejet af Breide Ahlefeldt. Senere ejere af hovedgården var Ditlev Christian von Rumohr af Østergaard i 1736, kammerherre og amtmand von Rewentlow i 1754, som i 1763 solgte gården til kancelliråd Lucas Klippe, der i 1766 solgte til oberstløjtnant baron Frederik von Gersdorff, der - efter at gården var blevet et adeligt gods i et af Angels to godsdistrikter i 1764 - i 1789 fik ophøjet godset til et fideikommisgods for sin familie.